# 東ハンガリー王国

東ハンガリー王国
Keleti Magyar Királyság (ハンガリー語)

東ハンガリー王国の地図（1550年）

東ハンガリー王国（ひがしハンガリーおうこく、ハンガリー語: Keleti Magyar Királyság）は、近世ハンガリー東部に存在したハンガリー王国の分裂国家である。実際には正統なハンガリー王国を自認しており、当時「東ハンガリー王国」という国号が使われていたわけではない。サポヤイ家のサポヤイ・ヤーノシュ（ヤーノシュ1世）とその息子ヤーノシュ・ジグモンド（ヤーノシュ2世）が1526年から1570年まで統治し、西部（王領ハンガリー）を支配しハンガリー王を称するハプスブルク家（フェルディナーンド1世、ミクシャ1世）と争った。東ハンガリー王国は、同じくハプスブルク家と敵対するオスマン帝国の直接的・間接的な支援を受けていた。
ヤーノシュ1世のハンガリー王位は、ヨーロッパの多くのキリスト教国からは承認されなかった。ハプスブルク家と東ハンガリー王国の領域は1538年のナジヴァーラド条約で一旦確定し、後の統合が定められたが、ヤーノシュ1世死去時の混乱により履行されず、その後30年以上にわたり分断が続いた。1570年、シュパイアー条約で東ハンガリー王国はトランシルヴァニア公国に改編された。

## ヤーノシュ1世
1526年、モハーチの戦いでハンガリー王ラヨシュ2世がオスマン帝国に敗れて戦死し、ヤゲロー朝が断絶した。しかしオスマン軍はハンガリー全土を掌握することなく撤退し、ハンガリー王位をめぐる争いが勃発した。
神聖ローマ皇帝カール5世の弟でオーストリア大公だったフェルディナーンド1世は、ラヨシュ2世の姉アンナ・ヤギエロと結婚していたことからハンガリー王位を請求したが、ほとんどのハンガリー貴族がこれに反発した。選挙王制を採用するハンガリーにおいて、国内最大の大領主でトランシルヴァニアのヴォイヴォダだったサポヤイ・ヤーノシュがハンガリー王に選出されヤーノシュ1世となった。1628年、フェルディナーンド1世は東ハンガリーに侵攻し、ヤーノシュ1世を一旦は追い払った。これに対抗するためヤーノシュ1世はオスマン帝国のスレイマン1世と同盟を結び、1529年のウィーン包囲に至るオスマン軍のオーストリア遠征を引き起こした。
ヤーノシュ1世はトランシルヴァニアとハンガリー平原東部を確保した。一方フェルディナーンド1世はクロアチア、ハンガリー平原西部、フェルヴィデーク（上ハンガリー）を手中に収めた。
1538年、ナジヴァーラド条約で両勢力の勢力圏が画定された。またヤーノシュ1世に子がいなかったためフェルディナーンド1世がその後継者となることが決められ、将来的に東西ハンガリーはハプスブルク家の元で統一されるはずであった。

## ヤーノシュ2世ジグモンド
1540年、ヤーノシュ1世のもとに息子ヤーノシュ・ジグモンドが生まれた。実にヤーノシュ1世死去のわずか9日前であった。数週間後、サポヤイ家を支持するハンガリー貴族は幼児のヤーノシュ・ジグモンドをヤーノシュ2世としてハンガリー王に即位させ、ここにナジヴァーラド条約は破棄された。ヤーノシュ2世の治世の大部分において、母イザベラ・ヤギェロンカとエステルゴム大司教フラーテル・ジェルジが摂政として国政を握った。彼らはスレイマン1世の保護を求め、スレイマン1世はヤーノシュ2世を自らの属国の王として承認した。
1541年、フェルディナーンド1世はナジヴァーラド条約の履行を強行するため東ハンガリーに侵攻した。フラーテルの要請を受けて駆け付けたオスマン軍はフェルディナーンド1世を撃退したが、そのままブダを占領してブディン州を置いた。これによりハンガリーはハプスブルク領ハンガリー、オスマン領ハンガリー、東ハンガリー王国の3つに分断された。
1540年代において、東ハンガリー王国が版図とした領域は、マラムレシュ、サボルチ、サトマーレ、ソルノク、ビハール、ベーケーシュ、チョングラード、アラド、チャナード、バナトなどが挙げられる。ヴァーラドやリッパなどの大都市が地域の中で卓越した力を持ち、各地のマグナートに対し優位についていた。最も裕福だった大貴族の一人ペーテル・ペトロヴィッチはバナトの絶対的な支配者だったが、サポヤイ家に忠実で、フラーテルの摂政政に協力した。こうした大貴族は地元ではかなりの自治を認められていた。
1540年から1541年にかけての混乱の中でブダの高等法院などの統治機構は消滅し、旧ハンガリー王国中枢部はトランシルヴァニアへの影響力をほぼ失った。旧来のヴォイヴォダによる統治も難しくなっていた。フラーテルは統治機構を作り直し、1542年にジュラフェヘールヴァールに新たな宮廷を置いた。
ヤーノシュ2世の東ハンガリー王国はポーランド王ジグムント1世の支持も受けていた。ジグムント1世はかつてヤーノシュ1世の妹バルバラ・ザーポリャと結婚しており、またヤーノシュ2世の母イザベラはジグムント1世の娘であった。しかし1543年にフェルディナーンド1世の妹エリーザベトがジグムント1世の息子（後のジグムント2世）と結婚したことで、ポーランド王国はハンガリー問題において中立の立場に移った。1543年から1544年にかけてロゲンドルフ率いるハプスブルク軍が東方へ侵攻したが、この遠征はヴァーフ川に沿った王領ハンガリーの交通路を守ることしかできず、オスマン軍に敗れたことでむしろハプスブルク家の影響力を弱める結果に終わった。1544年8月、旧ハンガリー王国中部のティサ川流域の弁務官らがトゥルダにあるトランシルヴァニア政府に参じた。これにより、トランシルヴァニアは中世ハンガリー王国の正統な後継者となった。
ドイツ系住民（トランシルヴァニア・ザクセン人）はハプスブルク家を支持し、東ハンガリー王国への貢献に消極的だった。ほぼ唯一、セベンのマグナートであるペーテル・ハーラルは王国に忠実だった。セーケイ人の中でも、2人の摂政の支持者は少なかった。ヤーノシュ2世の支持者の多くはトランシルヴァニアに血縁や地縁を持っていなかったが、そうした人々の一族が高級官吏や地方役人に多く用いられた。東ハンガリー王国の支配者層はハンガリーの再統一を志しており、フラーテルは常にこの人々の欲求による圧力を受けていた。

### ハプスブルク家の支配と騒乱
摂政のフラーテルとイザベラの関係は極めて険悪であった。フラーテルはオスマン帝国を捨ててフェルディナーンド1世と同盟し、1549年にイザベラににニールバートア条約を結ばせた。これはトランシルヴァニアをフェルディナーンド1世に譲り渡す内容であり、イザベラは直ちにオスマン帝国に通報、イザベラ軍とフラーテル・ハプスブルク家軍の内戦が勃発した。フラーテルの軍は1550年、1551年の二度にわたりジュラフェヘールヴァールを包囲した。
ハプスブルク家はジョヴァンニ・バティスタ・カスタルド率いる軍勢をティサ川地方に送り込んだ。1551年、カスタルドは裏でオスマン帝国との連絡をとっていたフラーテルを裏切り者とみなし暗殺した。ヤーノシュ2世とイザベラはポーランドへ亡命した。
この混乱の中、1552年にオスマン帝国のスレイマン1世がハンガリーに再侵攻し、ヴェスプレーム、ドレーゲイ、ソルノク、リッパ、ティミショアラ、カランセベシュを占領し、旧ハンガリー王国中部の広大な領域を併合した。唯一エゲル城がイシュトヴァーン・ドボー指揮下で持ちこたえた（エゲル包囲戦）。1553年、フェルディナーンド1世はカスタルドの軍を撤退させた。1554年、スレイマン1世は再び遠征し、シャルゴー、フィラコヴォを占領した。

### ヤーノシュ2世の復帰
1556年、トランシルヴァニアの貴族はヤーノシュ2世をポーランドから呼び戻し、セベシュでトランシルヴァニア公・ハンガリー王に再選出した。
1568年、ヤーノシュ2世はトゥルダの勅令を発し、当時としては極めて広範な信教の自由を認めた。

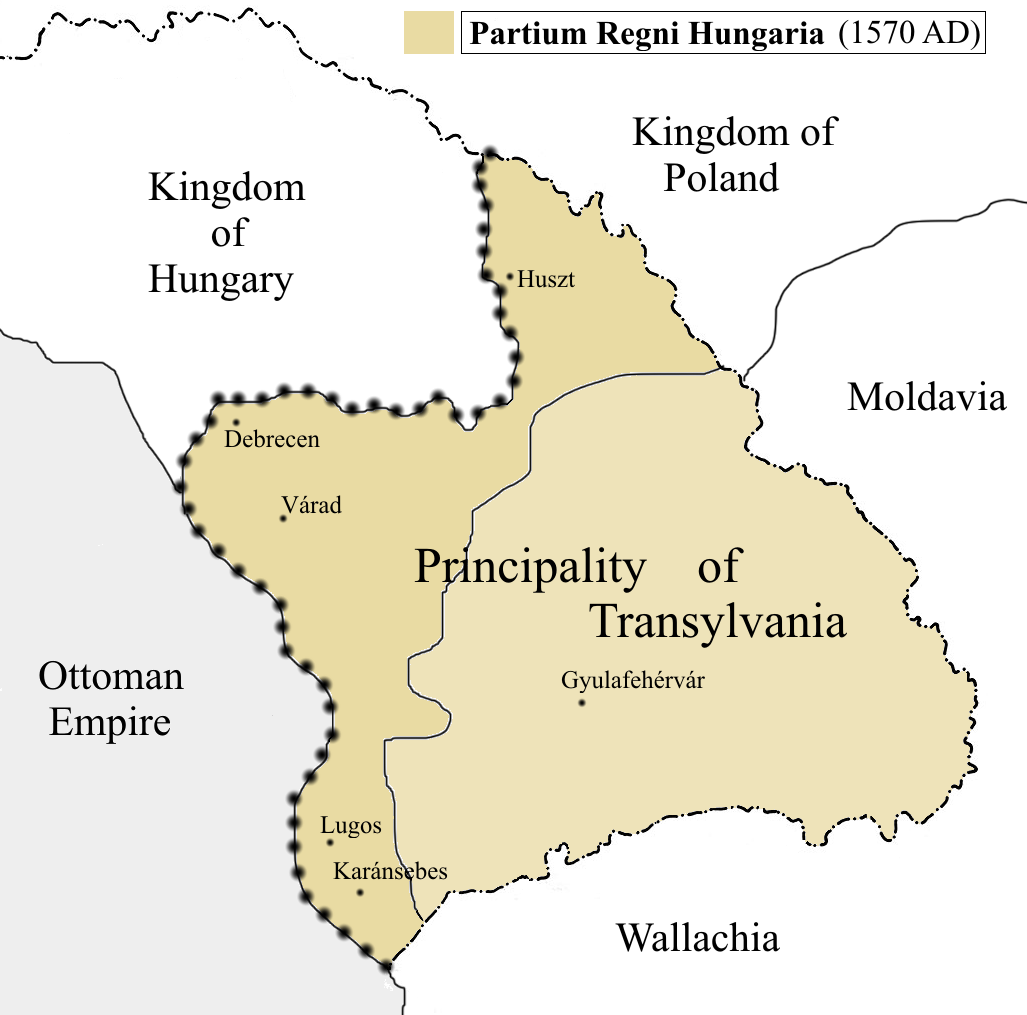
トランシルヴァニア公国の領域（1570年）。濃茶がパルティウム、薄茶がトランシルヴァニア。

## シュパイアー条約
1570年、ヤーノシュ2世はフェルディナーンド1世の跡を継いでいたハプスブルク家のミクシャ1世とシュパイアー条約を結んだ。ヤーノシュ2世はハンガリー王位を放棄してミクシャ1世を唯一のハンガリー王として承認した。ここに東ハンガリー王国は消滅した。その代償として、ミクシャ1世はヤーノシュ2世を「トランシルヴァニアおよびハンガリー王国の一部（パルティウム）の公」 (羅: princeps Transsylvaniae et partium regni Hungariae dominus;英: Prince of Transylvania and Lord of part of the Kingdom of Hungary) として認めた。翌1571年、ヤーノシュ2世は死去した。
シュパイアー条約は、ナジヴァーラド条約と同様に統一ハンガリーという存在の裏付けとなった。トランシルヴァニアおよびパルティウムの公ヤーノシュ2世が、ハンガリー王ミクシャ1世の臣下と規定されたからである。パルティウムは以前からサポヤイ家が支配していたが、ハプスブルク家はこれを公式に認めた。この面から見ると、ヤーノシュ2世は称号を捨て領土を獲得したといえる。
こうして成立したトランシルヴァニア公国は、結局ヤーノシュ2世の跡を継いだバートリ・イシュトヴァーン以降ハプスブルク家から離れ、再びオスマン帝国に貢納するようになった。オーストリアとオスマン帝国の間の対立に、トランシルヴァニア公国に対する宗主権の争奪という要素が加わることとなった。